# Vänern Lacus
Il Vänern Lacus è una struttura geologica della superficie di Titano.